# 都兴富
都兴富（1925年—2017年9月24日），山东省牟平县人，中华人民共和国政治人物。
1947年2月参加工作，1949年1月加入中国共产党。1979年3月至1983年3月，担任江西省第二轻工业局副局长。1983年3月-10月，担任江西省轻工业厅厅长。2017年9月24日在南昌逝世，享年92岁。